# Оахака-де-Хуарес (муниципалитет)
Оахака-де-Хуарес (исп. Oaxaca de Juárez) — муниципалитет в Мексике, штат Оахака, с административным центром в одноимённом городе. Численность населения, по данным переписи 2010 года, составила 263 357 человек.